# Gakuen Heaven
Gakuen Heaven (学園ヘヴン, Gakuen Hebun) és una franquícia de videojocs japonesa de temàtica yaoi. Ha estat adaptada a anime i manga.

## Argument
Keita Ito és admès a una acadèmia masculina d'elit, tot i que desconeix per quin motiu, perquè només compta amb la seva sort. Al centre hi acaba trobant persones interessants que faran que s'involucri en conflictes i romanços, però hi ha alguna cosa que no acaba de quadrar a l'acadèmia. Keita només podrà confiar en la seva sort i el suport dels seus amics per superar la situació.

## Videojocs
| Títol                                        | Plataforma     | Publicació             |       |
| -------------------------------------------- | -------------- | ---------------------- | ----- |
| Gakuen Heaven                                | Windows, MacOS | 2 d'agost de 2002      | [ 3 ] |
| Gakuen Heaven ~Boys Love Scramble!~          | PS2            | 31 d'agost de 2006     | [ 3 ] |
| Gakuen Heaven ~Boys Love Scramble!~ Type B   | PS2            | 22 de juliol de 2004   | [ 3 ] |
| Gakuen Heaven Okawari!                       | PS2            | 24 de febrer de 2005   | [ 3 ] |
| Gakuen Heaven ~Boys Love Scramble!~ Best-ban | PS2            | 31 d'agost de 2005     | [ 3 ] |
| Gakuen Heaven Okawari! Best-ban              | PS2            | 28 de setembre de 2005 | [ 3 ] |
| Gakuen Heaven ~Boys Love Scramble!~          | PSP            | 26 de novembre de 2009 | [ 3 ] |
| Gakuen Heaven Okawari!                       | PSP            | 10 de febrer de 2011   | [ 3 ] |
| Gakuen Heaven 2 ~Double Scramble!~           | Windows, MacOS | 11 de juliol de 2014   | [ 3 ] |
| Gakuen Heaven Mix Edition                    | Windows, MacOS | 26 de setembre de 2014 | [ 3 ] |
| Gakuen Heaven ~Boys Love Scramble!~          | PSVita         | 11 de febrer de 2015   | [ 3 ] |
| Gakuen Heaven 2 ~Double Scramble!~           | PSVita         | 23 d'abril de 2015     | [ 3 ] |

## Manga
El 2004 es va publicar un manga de volum únic basat en el primer videojoc de Gakuen Heaven, obra de You Higuri. A més, el mateix autor va publicar periòdicament diverses sèries derivades centrant-se en personatges concrets, titulades Gakuen Heaven Endo ver. ~Calling You~, Nakajima ver. i Niwa ver. El 2014 Higuri va començar a dibuixar l'adaptació del segon videjoc, Gakuen Heaven 2, mentre Spray proporcionava la història. L'obra es va serialitzar a la revista BExBOY de l'editorial Libre.

## Anime
Spray va anunciar el 2006 que Gakuen Heaven seria adaptat a una sèrie anime per a televisió produïda per Tokyo Kids i sota direcció de Hiiro Yukina. L'emissió va començar l'1 d'abril al canal de pagament AT-X, i va finalitzar el 24 de juny del mateix any. Es van emetre un total de 13 episodis.